# Walter Botsch
Pour les articles homonymes, voir Botsch.
Walter Botsch (né le 27 février 1897 à Braunsbach et mort le 7 janvier 1969 à Schwäbisch Gmünd) est un Generalleutnant allemand qui a servi au sein de la Wehrmacht dans la Heer pendant la Seconde Guerre mondiale.
Il a été récipiendaire de la croix de chevalier de la croix de fer. Cette décoration est attribuée pour récompenser un acte d'une extrême bravoure sur le champ de bataille ou un commandement militaire avec succès.

## Biographie
Le 20 avril 1915, il rejoint le bataillon de réserve du 124e régiment d'infanterie (de) de l'armée wurtembergeoise en tant que porte-drapeau.
Walter Botsch est capturé en avril 1945 par les forces américaines dans la poche de la Ruhr et est libéré en novembre 1947.

## Promotions
| Fahnenjunker-Gefreiter     | 7 août 1915        |
| Fahnenjunker-Unteroffizier | 24 octobre 1915    |
| Fähnrich                   | 5 septembre 1916   |
| Leutnant                   | 5 janvier 1917     |
| Oberleutnant               | 31 juillet 1925    |
| Hauptmann                  | 1er juin 1932      |
| Major                      | 1er avril 1936     |
| Oberstleutnant             | 20 mars 1939       |
| Oberst                     | 1er avril 1941     |
| Generalmajor               | 1er septembre 1943 |
| Generalleutnant            | 1er septembre 1944 |

## Décorations
- Croix de fer (1914)
  - 2e classe (10 août 1916)
  - 1re classe (6 juillet 1918)
- Kgl. Württembg. Goldene Militär-Verdienstmedaille (16 novembre 1917)
- Insigne des blessés (1918)
  - en Argent (8 août 1918)
- Croix d'honneur pour combattants 1914-1918 (21 janvier 1935)
- Médaille de service de la Wehrmacht 2e Classe (2 octobre 1936)
- Médaille des Sudètes avec barrette du Château de Prague (2 octobre 1939)
- Ordre de la Bravoure (Bulgarie) 3e Classe
- Agrafe de la croix de fer (1939)
  - 2e Classe (20.04.1940)
  - 1re Classe 19.06.1940
- Ordre de Michel le Brave 3e Classe (8 mai 1942)
- Médaille du Front de l'Est (30 juillet 1942)
- Plaque de bras Crimée (9 septembre 1942)
- Croix allemande en or le 22 juin 1942 en tant que Oberst i. G. et Chef des Generalstab du XXX. Armeekorps/11. Armee/Heeresgruppe Süd
- Croix de chevalier de la croix de fer
  - Croix de chevalier le 8 mai 1945 en tant que Generalleutnant et commandant du LIII. Armeekorps/Heeresgruppe B/OB West